# 名古屋市交通局名城工場
座標: 北緯35度11分9.7秒 東経136度54分18.5秒 / 北緯35.186028度 東経136.905139度

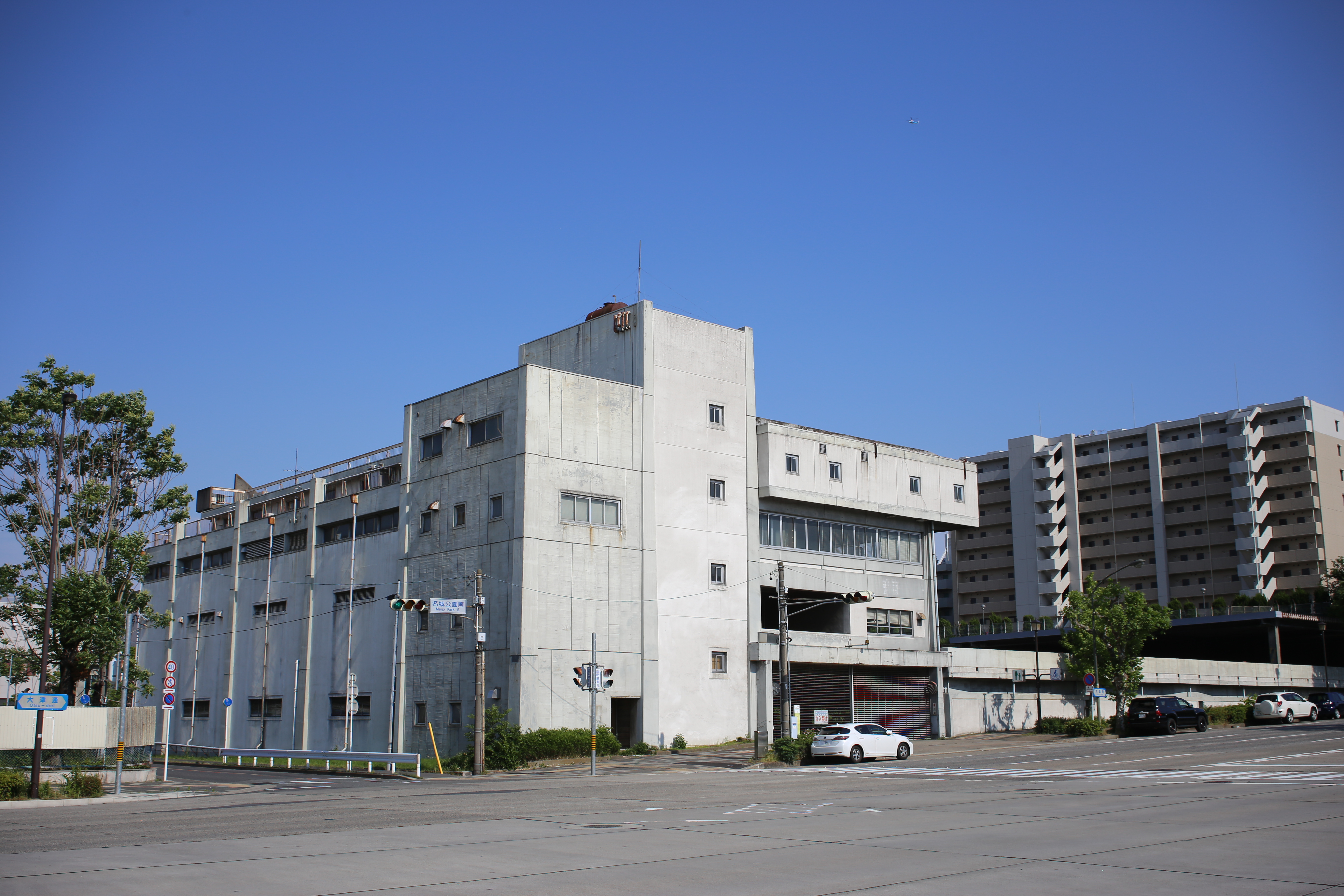
名城工場

名城工場（めいじょうこうじょう）は、かつて愛知県名古屋市中区三の丸に存在した名古屋市交通局の車両工場（車両基地）である。名古屋市営地下鉄名城線の車両基地として使用され、同線の市役所駅（現：名古屋城駅） - 名城公園駅間の沿線に存在した。

## 概要
1965年（昭和40年）、2号線（現在の名城線）栄町（現：栄） - 市役所（現：名古屋城）間開業時に名城車庫として開設された。地上に設置された車庫であり、敷地面積は1万1,725平方メートル、21両の車両の留置が可能であった。敷地は後に新設される他の車庫に比べると狭いが、全般検査も行っていた。なお、車庫の用地は愛知県運転免許試験場の跡地である。
名城線新瑞橋延伸に伴う車両増に対応するため改修され、1974年（昭和49年）4月1日に名城工場に改称した。しかし、名港車庫が拡張され名港工場が整備されたため、2004年（平成16年）10月1日に廃止された。
かつては名古屋港でみなと祭りなどのイベントが開催される日に限り、名古屋港駅発市役所駅ゆきの臨時増発列車が運転されていた。名城工場への引込み線を利用して折り返していたため、工場が閉鎖されてからは市役所折り返しの列車は運行されていない。名古屋祭開催前後は、花バスの車庫として使用されていた。

## 跡地
敷地の東側に名古屋市交通局名城合同事務所の新棟が建設され、2010年（平成22年）7月より使用されている。2018年（平成30年）度には跡地の活用のための調査や名城合同事務所の旧棟を含めた既存建築物の解体に向けた準備について予算が組まれた。2019年（平成31年）3月に発表された「名古屋市営交通事業経営計画2023」では2019年（令和元年）度中に既存施設を解体し、2023年（令和5年）度までに民間事業者への貸し付けを行うとしている。また、第2栄変電所を設備の更新時期に合わせて名城工場の跡地に移設する計画がある。